# Хяятару
Хяятару (ест. Häätaru), також Хяятари (ест. Häätarõ) — село в Естонії, входить до складу волості Киллесте, повіту Пилвамаа.